# Wanted (komiks)
Wanted je výtvarníkem vlastněná komiksová minisérie, skládající se z šesti výtisků.[zdroj⁠?!] Napsal ji Mark Millar, kreslil J. G. Jones, vydalo ji nakladatelství Top Cow v roce 2003 a 2004 jako část Millarworld. Představuje nemorálního hrdinu, který zdědil dráhu superzabijáka ve světě, ve kterém takovíto zabijáci potajmu převzali vládu nad planetou.
Velmi volně na motivy komiksu natočil Timur Bekmambetov film Wanted (2008) s Jamesem McAvoyem, Angelinou Jolie a Morganem Freemanem v hlavních rolích.